# Arthur Zimmermann

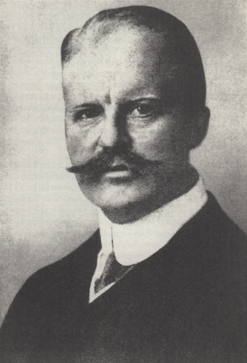
Arthur Zimmermann

Arthur Zimmerman (Marggrabowa, Prússia Oriental, 5 de outubro de 1864 - Berlim, Alemanha, 6 de junho de 1940) foi Ministro do Exterior do Império Alemão durante a primeira parte da I Guerra Mundial (1916–1917) e autor de uma proposta para o México entrar numa aliança contra os Estados Unidos.

## Vida
Arthur nasceu em 5 de outubro de 1864 em Marggrabowa, na Prússia Oriental. Depois de uma carreira no serviço consular, foi transferido para o ramo diplomático em 1901. Após a aposentadoria de Gottlieb von Jagow, que se tornou secretário do exterior em 1913, realizou grande parte das relações com enviados estrangeiros. Como secretário em exercício na ausência de Jagow, participou, com o cáiser Guilherme II e o chanceler Theobald von Bethmann Hollweg, na decisão da Alemanha de 5 de julho de 1914, para apoiar a Áustria-Hungria quando, após o assassinato do arquiduque Francisco Ferdinando em Saraievo, a Áustria-Hungria pressionou a Sérvia, irritando a Rússia. Zimmermann elaborou o telegrama para Viena, incorporando a decisão da Alemanha, que intensificou a crise que culminou na eclosão da guerra.
Em 1916, quando o Alto Comando Alemão insistiu na retomada da guerra submarina irrestrita como única arma remanescente para derrotar os Aliados, mesmo com o risco de provocar os beligerantes Estados Unidos, Jagow renunciou. Em 25 de novembro, Zimmermann foi indicado para sucedê-lo. Em um esforço para anular ou pelo menos reduzir a intervenção dos Estados Unidos na Europa, planejou envolver os Estados Unidos na guerra com o México e o Japão. Em busca desse objetivo, em 16 de janeiro de 1917, enviou um telegrama secreto em código (através do embaixador alemão em Washington D.C.) ao ministro alemão no México, autorizando-o a propor uma aliança ao presidente do México, Venustiano Carranza. A oferta incluía "um entendimento de nossa parte de que o México deve reconquistar seu território perdido no Texas, Novo México e Arizona". Carranza também foi convidada a "convidar a imediata adesão do Japão". Interceptado e decodificado pela inteligência do Almirantado Britânico, o telegrama foi disponibilizado ao presidente Woodrow Wilson, que fez com que fosse publicado em 1 de março de 1917. Ao convencer os americanos da hostilidade alemã em relação aos Estados Unidos, o "Telegrama Zimmermann" tornou-se um dos fatores que levaram à declaração de guerra dos Estados Unidos à Alemanha cinco semanas depois.